# Hussards d'York
Les Hussards d’York sont une unité de cavalerie de l'Armée de Condé qui combat en Belgique, en Hollande, au Hanovre et dans les Antilles françaises.

## Histoire du régiment
Les hussards d’York ou York's Hussars sont organisés le 13 juin 1793. 500 hommes rejoignent l'armée du duc, dont ils portent le nom, au mois de juillet. Ce régiment sert dans l'armée britannique. Les chasseurs d'York apparaissent en même temps. Il s'agit surtout d’Allemands et d’Irlandais anciennement au service de la France. L'unité est présente au siège de Dunkerque et à la bataille de Hondschoote et compte 600 hommes en novembre 1793 divisés en trois escadrons. Ils font les campagnes de Hollande et du Hanovre.
Les hussards d’York  sont envoyés en garnison dans les colonies anglaises des Indes occidentales. Embarqués à Cuxhaven, ils se retrouvent à Saint-Domingue, à la Martinique et dans les Antilles françaises  au service anglais ou hollandais  avec les chasseurs d’York. Ils assistant le 8 mai 1793 à l'évacuation de Port-au-Prince.
En 1800, le futur général Robert Ballard Long passe au régiment des hussards d’York, comme commandant. Il n'a d'autre occupation que d'organiser et d'exercer ce corps jusqu'au moment où la paix d’Amiens en permet la dissolution en juillet 1802.

### Uniforme
bonnet  : vert

collet : rouge

dolman : vert

pelisse : vert

parement : rouge

tresse : jaune

culotte : blanc